# 3 septembre 1909
Le vendredi 3 septembre 1909 est le 246e jour de l'année 1909.

## Naissances
- Georges Guillez (mort le 15 avril 1993), sprinteur français
- Georgie Stone (mort le 25 avril 2010), acteur
- Guillaume Konsbruck (mort le 3 octobre 1983), homme politique luxembourgeois
- Jean Roger (mort le 13 avril 1996), paléontologue français
- Victor Gaboriault (mort le 22 mars 1952), ornithologue québécois

## Décès
- Albert Tournier (né le 24 mai 1855), journaliste et politicien français de l'Ariège
- Jean Stecher (né le 11 octobre 1820), écrivain belge, professeur à l'Université de Liège

## Événements
- Création de comté de Lincoln